# Butte Valley
Butte Valley es un lugar designado por el censo ubicado en el condado de Butte en el estado estadounidense de California. En el año 2010 tenía una población de 899 habitantes.

## Geografía
Butte Valley se encuentra ubicado en las coordenadas 39°32′52″N 121°37′51″O / 39.54778, -121.63083.